# Bull (serie de televisión de 2016)
Bull es una serie de televisión de Drama legal protagonizada por Michael Weatherly. CBS ordenó la serie el 13 de mayo de 2016, y se estrenó el 20 de septiembre de 2016. La serie se basa en los primeros días del presentador de televisión, Phil McGraw cuando era consultor de juicio.
El 17 de octubre de 2016, CBS ordena una temporada completa de 23 episodios. El 23 de marzo de 2017, CBS renovó la serie para una segunda temporada, que fue estrenada el 26 de septiembre de 2017. El 18 de abril de 2018, CBS renovó la serie para una tercera temporada. El 18 de enero de 2022, se reportó que la sexta temporada sería la última temporada de la serie.
En Latinoamérica se estrenó el 20 de abril de 2017 en A&E.

## Argumento
La serie Bull se inspiró en la carrera del Dr. Phil McGraw, el fundador de una de las firmas de consultoría más prolíficos de todos los tiempos. Jason Bull es un brillante psicólogo encantador y un poco presuntuoso, que ha desarrollado un sistema para predecir o incluso influir en la decisión final de un jurado sobre la base de una multitud de parámetros. Para ello, se ha rodeado de un equipo fuerte, empezando por un exfiscal volvió a ser abogado, un experto en neurolingüística, un exdetective de la Policía de Nueva York, un hacker profesional y un estilista con experiencia.

## Elenco

### Principales
- Michael Weatherly como Dr. Jason Bull .[9]
- Freddy Rodriguez como Benny Colón.
- Geneva Carr como Marissa Morgan.[10]
- Christopher Jackson como Chunk Palmer.[11]
- Jaime Lee Kirchner como Danny James.[12]
- Annabelle Attanasio como Cable McCrory.[13]

### Invitados
- Trieste Kelly Dunn como Capitán Taylor Mathison[14][15]
- Sarah Steele como Ellen[16]
- Jill Flint como Diana Lindsay[17]
- Sam McMurray como Errol Windemere
- Yara Martinez como Isabella Colón
- Fredrich Weller como Peter peters

## Episodios
| Temporada | Temporada | Episodios | Episodios | Emisión original         | Emisión original   |
| Temporada | Temporada | Episodios | Episodios | Primera emisión          | Última emisión     |
| --------- | --------- | --------- | --------- | ------------------------ | ------------------ |
|           | 1         | 23        | 23        | 20 de septiembre de 2016 | 23 de mayo de 2017 |
|           | 2         | 22        | 22        | 26 de septiembre de 2017 | 8 de mayo de 2018  |
|           | 3         | 22        | 22        | 24 de septiembre de 2018 | 13 de mayo de 2019 |
|           | 4         | 20        | 20        | 23 de septiembre de 2019 | 4 de mayo de 2020  |
|           | 5         | 16        | 16        | 16 de noviembre de 2020  | 17 de mayo de 2021 |
|           | 6         | 22        | 22        | 7 de octubre de 2021     | 26 de mayo de 2022 |

## Transmisión
A nivel internacional, la serie fue estrenada en UK en FOX UK el 13 de enero de 2017. Fue estrenada en  Australia en Network Ten el 5 de marzo de 2017. Actualmente se emite en Nueva Zelanda en Prime Television New Zealand desde el 19 de enero.

## Recepción

### Críticas
Bull recibió críticas negativas de los expertos. En Rotten Tomatoes, los primeros 5 episodios recibió un porcentaje de 24% con un rango medio de 4 sobre 10, basado en 21 comentarios. El sitio web consensúa, "Weatherly es un actor sólido, pero su interpretación en 'Bull' no es suficiente para compensar el mal guión de la serie. " En Metacritic, la serie sostiene 43 sobre 100, basado en comentarios de los 11 críticos, indicando "críticas mixtas."